# 34139 Lucabarcelo
34139 Lucabarcelo este o planetă minoră (asteroid), cu un diametru de 7,393 km, din centura de asteroizi. A fost descoperită pe 24 august 2000 la Experimental Test Site⁠(d) de Lincoln Near-Earth Asteroid Research. 
Obiectul prezintă o orbită caracterizată de o semiaxă mare de 3,1058983 UAi, o excentricitate de 0,2, o înclinație de 2,20496 ° în raport cu ecliptica.